# Делоне, Николай Борисович (старший)
Никола́й Бори́сович Делоне́ (21 января (2 февраля) 1856, Москва — 20 марта 1931, Ленинград) — русский и советский механик и математик, основатель Киевского общества воздухоплавания. Отец математика Бориса Делоне.

## Биография
Дедом Делоне был французский военный врач, маркиз Пьер Шарль Делоне (фр. Pierre Charles Delaunay, из дворянского рода, восходящего к XIII веку), попавший в плен в 1812 году и оставшийся в России; он женился в Москве на смоленской помещице Тухачевской. Его сын, Борис Петрович Делоне, также был известным врачом, женился на графине Дмитриевой-Мамонтовой, участвовал в войне с Турцией за освобождение Болгарии в 1878 году, где был ранен и вскоре умер.
Н. Б. Делоне родился и провёл детство в Москве, окончил гимназию, затем физико-математический факультет Московского университета (1878). Переехал в Санкт-Петербург, где преподавал в гимназии. В 1889 году женился на Надежде Александровне Георгиевской, дочери действительного тайного советника, профессора Московского университета.
В 1892 году в Новороссийском (Одесском) университете защитил магистерскую диссертацию на тему «Алгебраические интегралы движения твердого тела около неподвижной точки»; в 1894 году в Санкт-Петербургском университете (где в 1893—1894 годах был приват-доцентом) — докторскую диссертацию на тему «Передача вращения и механическое черчение кривых шарниро-рычажными механизмами». В 1895—1900 годах был профессором в Сельскохозяйственном институте в Новоалександрии по кафедре сельскохозяйственных машин. В 1900 году перешёл на кафедру практической механики в Варшавский политехнический институт.
Опубликовал в Санкт-Петербурге «Начальное руководство к самостоятельному изучению высшей математики и механики» (1900; 2-е издание, 1911), «Лекции по практической механике» (1901) и др.
В Польше познакомился с Юрием Ломоносовым, который убедил Николая Делоне переехать в Киев. В Киевском политехническом институте преподавал с перерывами до 1928 года. Был профессором физики и заведующим физическим кабинетом Киевского коммерческого института, а с января 1908 года по ноябрь 1909 года — приват-доцентом по прикладной математике в Киевском университете.
По примеру своего учителя по Московскому университету Н. Е. Жуковского увлёкся планеризмом: в Киевском политехническом институте руководил студенческим воздухоплавательным кружком, выступил одним из основателей Киевского общества воздухоплавания; построил несколько планеров-бипланов, конструкция которых, оказавшаяся удачной, была изложена Делоне в брошюре «Устройство дешёвого и лёгкого планера и способы летания на нём».
С 1928 года — в Ленинграде, где и умер 20 марта 1931 года.

## Адрес в Ленинграде
В.О., 5-я линия, д. 16, кв. 9.

## Семья
У Н. Б. и Н. А. Делоне было четверо детей:
- Борис (1890—1980) — известный математик, турист, альпинист, чл.-корр. АН СССР;
- Лев (1891—1969) — цитогенетик, ботаник, доктор биологических наук;
- Александр — погиб во время гражданской войны, воевал на стороне белых;
- Наталья — биолог, научный редактор издательства «Советская энциклопедия».

## Научные работы
- Алгебраические интегралы движения тяжёлого твёрдого тела около неподвижной точки. — СПб., 1892.
- Практическая механика. — Химический кружок имени М. И. Коновалова при Киевском Политехническом институте, 1899.
- Начальное руководство к самостоятельному изучению высшей математики и механики. — СПб.: Издание К. Л. Риккера, 1900.
- Лекции по практической механике. — СПб.: Издание К. Л. Риккера, 1901.
- Курс теоретической механики для техников и инженеров. — СПб.: Издание К. Л. Риккера, 1902.
- Детали машин. Краткое руководство для техников и инженеров. — СПб.: Типография Министерства Внутренних Дел, 1904.
- Устройство дешёвого и легкого планёра и способы летания на нём. — Киев, 1910.
- Курс технической механики. — СПб.: Издание К. Л. Риккера. Ч. 1 — 1912, ч. 2 — 1913.
- О формулах, облегчающих вычисления моментов инерции площадей, ограниченных прямыми линиями // Известия Киевского политехнического института. Отдел Инженерно-механический. Книга 1. — Киев: Типография Т-ва И. Н. Кушнерев и Ко., 1914. — С. 10—14.
- Об упругих линиях малой двойной кривизны // Известия Киевского политехнического института. Отдел Инженерно-механический. Книга 1. — Киев: Типография Т-ва И. Н. Кушнерев и Ко., 1914. — С. 1—9.
- Заметка о приложении аналогий Кирхгоффа к движению волчка… // Известия Киевского политехнического института. Отдел Инженерно-механический. Книга 1. — Киев: Типография Т-ва И. Н. Кушнерев и Ко., 1914. — С. 15—26.
- О новых динамометрах для испытания сельскохозяйственных машин и орудий // Известия Киевского политехнического института. Отдел Инженерно-механический. Книга 1. — Киев: Типография Т-ва И. Н. Кушнерев и Ко., 1915. — С. 48—54.
- Из воспоминаний о первых годах авиации в Киеве // Авиация и воздухоплавание: Журнал авиационного научно-технического общества при Киевском политехническом институте им. Х. Раковского. — 1924. — февраль—март, № 2. — С. 12—14.